# Velodromo Pierino Baffi
Il Velodromo Pierino Baffi a Crema è un impianto polisportivo di proprietà del Comune di Crema.

## Storia

### Dalla fondazione alla seconda guerra mondiale
L'idea di costruire a Crema un velodromo per la disputa di gare di ciclismo su pista venne al conte Antonio Rossi Martini, direttore del motovelodromo di Crema, il quale delegò il progetto al nobile ingegner Giuseppe Stramezzi, noto in città anche quale fondatore dell'acciaieria Ferriera. La struttura venne realizzata nel 1922. Lo Stramezzi progettò una pista di 333,33 metri in cemento armato con curve sopraelevate ed una tribuna in legno.
Fin dagli anni trenta il terreno interno fu adibito a campo di calcio sul quale giocò anche la squadra del Crema in occasione dei periodi di inagibilità del Campo sportivo di via Milano, il futuro Stadio Giuseppe Voltini.
Per parecchi anni l'impianto fu sede di gare su pista e sede di arrivi di tappe in linea, ma verso il 1933 le manifestazioni sportive furono interrotte per le precarie condizioni dell'anello, quindi furono avviate trattative tra il Velo Club Crema e la proprietà del terreno.. La riapertura avvenne nel maggio 1934 con l'arrivo di una gara su strada ed una riunione dedicata a dilettanti ed allievi.
Verso la fine del decennio la struttura fu di nuovo chiusa, il terreno venduto e la tribuna in legno abbattuta per ragioni di sicurezza. Fu quindi acquistata dal Coni e riaperta nel 1942.
Le manifestazioni sportive durante il conflitto vennero interrotte e tra i sostegni dell'anello furono ricavati rifugi per sfollati e progughi.

### Dal 1945 al 1985
Nella seconda metà degli anni quaranta vi si svolgevano anche gare di tiro al piattello mentre il campo interno, così come nei decenni successivi, proseguiva ad essere utilizzato per la disputa di partite di calcio.
Nel 1954 veniva annunciata durante una riunione del Consiglio comunale la trattativa per una concessione trentennale del velodromo al Comune. La convenzione, ridotta a 25 anni, fu firmata nell'ottobre 1955, soluzione indispensabile per poter dare seguito, in particolare, a lavori di consolidamento del Cresmiero le cui acque minacciavano in caso di esondazione l'impianto. Ma il Comune era intenzionato ad intervenire anche sulla pista e sulle tribune ormai in condizioni precarie.
I lavori preventivati in 15 milioni di lire nel 1958 non erano ancora stati avviati e l'anno successivo il Coni Centrale mise a disposizione una somma per poter avviare i necessari interventi di sistemazione; con la somma di due terzi fronteggiata con contributi Coni e per un terzo dall'amministrazione locale i lavori poterono avviarsi e si conclusero nel mese di maggio. La riapertura avvenne ufficialmente la sera del 14 giugno con una riunione notturna cui presero parte, tra gli altri, Miguel Poblet, Pierino Baffi, Imerio Massignan, Antonio Maspes e molti altri.
Venne anche prospettata la possibilità di spostare a Crema la Scuola Ciclistica Fausto Coppi dal Vigorelli du Milano, ma l'idea non ebbe seguito.
Negli anni successivi la pista di via IV Novembre fu sede di numerose gare su pista, tra le quali anche riunioni preolimpiche.
Nei primi anni settanta fu di nuovo ormai necessario intervenire sull'anello per lavori stimati in 30 milioni. Il preventivo risultò in difetto e nell'autunno del 1974 furono annunciate le operazioni di rifacimento della pista per un costo di 60 milioni, 48 dei a quali a carico del Coni ed i rimanenti messi a disposizione dalla Fci. I lavori furono realizzati nel corso del 1975 e la riapertura avvenne il 4 ottobre; tra i corridori presenti al galà d'inaugurazione vi parteciparono Orfeo Pizzoferrato, campione italiano nell'inseguimento, e Beppe Saronni, allora giovane corridore della SC Buscatese
Nei primi anni ottanta la Fci lanciò l'idea di costituire un Consorzio della Pista per ottimizzare e coordinare le attività tra le varie squadre ciclistiche le quali reclamavano anche un miglioramento delle modalità di fruizione da parte del pubblico. In realtà in quegli anni era poco utilizzato: la Fci non organizzava gare ed erano sopraggiunte nuove esigenze infrastrutturali tra le quali il miglioramento dell'illuminazione. Il Consorzio, dotato di proprio statuto, fu costituito nell'estate 1984 e fu nominato presidente Ettore Villa.
Dopo quasi due anni di inattività le gare ripresero ad essere organizzate, nonostante i problemi legati alla scarsa manutenzione. Tra i corridori che parteciparono alla riunione inaugurale furono presenti il giovane Marco Villa (figlio di Ettore e futuro campione del mondo) e Adriano Baffi.

### Intitolazione a Pierino Baffi e attività degli anni ottanta e novanta

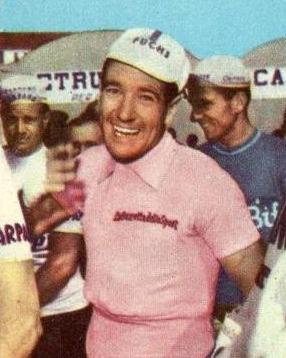
Il ciclista Pierino Baffi al quale il velodromo è dedicato.

Nella seconda metà del 1985 venne avanzata la proposta di intitolare il velodromo al campione su strada Pierino Baffi, originario di Vailate e scomparso in quell'anno. La cerimonia ufficiale dell'inaugurazione avvenne alle ore 20 del 9 maggio 1986, durante la quale fu scoperta una stele con l'immagine dello sportivo, un medaglione opera dello scultore cremonese Pietro Ferraroni. Seguì un memorial dedicato al corridore.
Il Consorzio incentivò l'organizzazione delle manifestazioni pubbliche che salirono notevolmente di numero, nonché le attività di propaganda verso il ciclismo giovanile con l'allestimento di una “scuola”. Nel 1989 a Ettore Villa subentrò Albino Ferla che auspicava il rifacimento del manto per l'allestimento dei campionati italiani. Nei primi anni novanta il nuovo consiglio giunse ad organizzare gare di livello nazionale ed internazionale con la partecipazione di Michael Hubner, Claudio Golinelli, Walter Brugna, Mario Cipollini, Adriano Baffi, Silvio Martinello, Giovanni Lombardi e molti altri ancora, eventi che richiamarono folto pubblico tra gli appassionati.
Il Consorzio era comunque alla ricerca degli 800 milioni necessari per la definitiva ristrutturazione dell'impianto incontrando numerose difficoltà.
Nel mese di giugno 1991 presso il velodromo si organizzò una gara di Coppa del mondo su pista con la partecipazione di atleti provenienti da 14 nazioni. Proseguirono, di seguito, le trattative tra Coni e Fci col fine di adeguare la struttura, i cui costi stimati erano saliti a 960 milioni di lire. Nella primavera 1993 Gian Carlo Ceruti, da pochi mesi consigliere nazionale Fci, confermava lo sblocco di 300 milioni.
Nonostante i problemi infrastrutturali le attività proseguirono per tutti gli anni Novanta sia con l'allestimento della scuola di ciclismo sia con le riunioni, tra le quali alcuni galà che videro sulla pista di Crema campioni quali Claudio Chiappucci, Evgenij Berzin e gli idoli di casa Ivan Quaranta, Adriano Baffi, Marco Villa, sempre con folta partecipazione di sostenitori. Nel mese di luglio 1996 vi si disputarono i campionati italiani allievi ed esordienti.
Nel 1997 fu lanciato un allarme da parte del referente del Centro Pista che ad ogni gara firmava l'assunzione di ogni responsabilità per quanto fosse accaduto all'interno del velodromo. Veniva ribadito che il denaro sbloccato dal Coni non era mai stati reso disponibile. Il progetto per la riqualificazione dell'impianto elettrico ed il completo rifacimento della pista fu steso nel 1999; l'iter progettuale e le pratiche furono portate avanti.

### Le vicende degli anni duemila
Nel 2001 i due lotti in quell'anno stimati in 1 miliardo e 630 milioni complessivi non erano stati ancora avviati e nell'estate il Coni negò l'utilizzo dei fondi già disponibili. Nuove trattative furono avviate affinché il velodromo fosse acquistato dal Comune, una proposta accettata dal Coni valutando il costo della struttura in 750.000 euro; per far fronte alla spesa si pensò alla richiesta di un contributo straordinario alla Regione Lombardia e alla Provincia di Cremona; nella seconda metà dell'anno furono rivisti i preventivi di ristrutturazione quantificati inizialmente in un milione e centomila euro, quindi in 2 milioni per l'aggiunta di interventi su tribune e servizi.
Nel 2006 una società privata offrì la somma di un milione di euro per l'acquisto dell'area, cifra superiore a quella proposta dal comune, nel frattempo salita a 800.000 euro, con indiscrezioni per le quali il velodromo fosse già stato venduto, vicenda poi confermata. La vendita suscitò dapprima sconcerto, quindi polemiche, cui seguirono anche interventi legali, ma il consulente nominato dal comune, dopo aver analizzato l'intero iter di vendita ritenne lecito l'acquisto.
Nel 2007 Il Ministero dei beni e delle attività culturali e del turismo spedì una lettera a tutti gli enti e società coinvolti richiedendo la specifica documentazione e ribadendo vincoli a favore degli immobili con più di cinquant'anni di vita. Nel mese di novembre la direzione regionale del ministero dei Beni culturali, e architettonici dichiarò il velodromo di Crema bene architettonico e storico e pertanto sottoposto a vincolo, sul quale la nuova proprietà fece ricorso prima alla stessa direzione, che lo respinse, quindi al Tar Lombardia, fino al Consiglio di Stato ottenendo in entrambi i casi risposta negativa.
Il velodromo tornò così di proprietà del Coni. Iniziarono pertanto nuove trattative tra Coni, comunque intenzionato a vendere il velodromo, e Comune di Crema il quale aveva come obiettivo primario la sua riapertura ma con lo scopo finale di acquistarlo nonostante la consapevolezza dell'ente locale di non poter proporre la stessa cifra offerta dalla società privata, considerando anche la difficoltà di reperire finanziamenti nel periodo di crisi degli anni 2000.
Nel 2015 la Coni Servizi, vista l'impossibilità a vendere una struttura vincolata ed inutilizzata cedeva l'impianto al demanio

### Trasferimento al comune e riqualificazione
Nell'estate 2016 iniziavano i primi lavori di riqualificazione dell'impianto, ormai in stato di degrado. Nell'aprile 2016 il Comune di Crema siglava col demanio un contratto di comodato che prevedeva la messa a disposizione gratuita dell'immobile per sei anni. Solo a seguito di lavori di adeguamento il bene sarebbe stato trasferito al comune.
Il 29 maggio 2017, grazie all'aiuto economico e allo staff del direttore generale della Pergolettese Cesare Fogliazza, veniva inaugurato il nuovo campo da calcio con un rinnovato impianto di irrigazione.
Nel corso dell'anno 2018 l'ufficio tecnico comunale provvedeva a stilare uno studio di recupero completo che avrebbe previsto, oltre alla riqualificazione della pista, l'ammodernamento degli impianti idrici, fognari ed elettrici, una nuova biglietteria, l'abbattimento delle barriere architettoniche, nuove recinzioni e nuovi accessi preventivando un costo complessivo di un milione e 832.000 euro; la presentazione di un progetto dettagliato e relativa stima economica era uno dei presupposti per l'eventuale passaggio della struttura dal demanio al Comune.
Nel frattempo, grazie ad una Legge per finanziare impianti nelle periferie il Coni stanziava la cifra a fondo perduto calcolata dall'ente comunale. Si manifestavano quindi tutte le premesse stabilite dal demanio per il passaggio definitivo e gratuito del velodromo: un progetto di riqualificazione ed i finanziamenti. Il Comune di Crema, quindi avviava i contatti con l'Agenzia del Territorio finché l'11 dicembre 2019 veniva firmato l'atto notatile che sanciva il trasferimento definitivo dell'impianto al Comune.
Il contributo a fondo perduto permetteva di completare la fase progettuale e appaltare i lavori di ristrutturazione della struttura che iniziarono nell'autunno 2021. L'intervento si sarebbe dovuto concludere in sette mesi ma si protrasse fino all'autunno 2023 a causa della difficoltà di reperimento di materiale e aumento dei costi. L'ammodernamento interessò gli spogliatoi, la tribuna e le aree esterne; la pista venne rifatta per poter ospitare competizioni di alto livello e furono eliminate le barriere architettoniche. Con il sopralluogo di delegati della Federazione Ciclistica Italiana veniva annunciata l‘omologazione internazionale con la possibilità di ospitare competizioni fino al livello europeo. L'inaugurazione ufficiale dell'impianto riqualificato avvenne il 27 dicembre 2023: oltre al sindaco Fabio Bergamaschi e le autorità politiche regionali e sportive presenziarono alla cerimonia i ciclisti Filippo Ganna, Miriam Vece, Federica Venturelli e Stefano Moro; inoltre, i commissari tecnici Marco Villa e Ivan Quaranta. Presenti anche Giustina e Adriano Baffi, moglie e figlio del ciclista Pierino a cui è dedicata la struttura.

## Caratteristiche tecniche
Queste le caratteristiche tecniche dell'impianto
- Pista in cemento da un terzo di km, cioè 333,33 m[2].
- Strutture prefabbricate ad uso officina[1].
- Locale per sede sociale[1]
- Campo da calcio da 90x45 m[2].
- 371 posti a sedere[1].